# Гиппон (философ)
Гиппон (др.-греч. Ἵππων) — древнегреческий философ V века до н. э.
Ямвлих помещает его в список пифагорейцев. Получил прозвище «безбожник». Согласно Аристоксену и Ямвлиху, происходил с Самоса, согласно Цензорину — из Метапонта, согласно Сексту Эмпирику — из Регия. Менон (Лондонский Аноним) называет его «Кротонским». В связи с этим некоторые авторы предполагают, что, возможно, речь идет о разных людях. Старший современник Аристофана Кратин написал на него сатиру, изобразив его как безбожника, в пьесе «Всевидящие»(ок. 435/31).
За начало всего, по одним сведениям, Гиппон считал воду, по другим — воду и огонь, по третьим — землю. Большое внимание уделял вопросам биологии и медицины, в частности, проблемам эмбриологии. Объяснял происхождение близнецов. Писал также по вопросам ботаники. Подчеркивал значение числа «семь» для этапов человеческой жизни. Сочинения Гиппона до нас не дошли. Отмечается некоторое сходство его взглядов и взглядов, изложенных в одной из глав древнекитайского трактата «Гуань-цзы» (Гл.39).

## Фрагменты
- Маковельский А. О. Досократики. Ч. 3. Казань, 1919. С. 8-12. Архивная копия от 2 апреля 2015 на Wayback Machine
- Фрагменты ранних греческих философов. Ч. I. М., 1989. С. 421—424.
- I Presocratici, testimonianze e frammenti da Talete a Empedocle, Milano, Bur Rizzoli 2012